# 이승렬 (1989년)
이승렬(李昇烈, 1989년 3월 6일 ~ )은 대한민국의 축구 선수로 현재 K5리그의 양천 TNT에서 공격수로 활동 중이다.

## 개요
경기도 부천시 출생으로 신갈고등학교를 졸업하였다. 현재 삼육대학교 생활체육학과에 재학 중이다.

## 클럽 경력
2008년 드래프트를 통해 FC 서울에서 입단하여, 수원 삼성 블루윙즈과의 경기에서 결승골을 넣는 등 좋은 활약을 펼치며 그 해 소속팀의 K-리그 준우승에 크게 공헌하여 K-리그 신인상을 받게 되었다.
2009 K-리그에선 개막전인 전남 드래곤즈와의 경기에서 마수걸이 골을 기록했으며 대구 FC와의 원정 경기에서 프로 데뷔 이후 첫 멀티골을 성공시키는 등의 활약을 펼치며 리그 22경기에서 5골을 성공시켰다.
2010시즌 개막전인 대전 시티즌과의 경기에서 교체 투입되어 1골 1도움을 기록하였다. 이후 2011 시즌까지 선발과 벤치를 오가며 출전하였으나 좋은 모습을 보이지 못하다가 2012년 새로운 도전을 위해 감바 오사카로 이적하였다.
감바에서의 첫 시즌 리그 초반 주로 교체 투입으로 기회를 잡았으나 좋은 모습을 보여 주지 못하자 주전 경쟁에서 밀려났다. 7월 주전 출전을 위해 울산 현대로 임대 이적하였다. 같은 해 8월 22일, 리그 29라운드 경기에서 하피냐의 골을 어시스트하면서 울산에서 2경기 만에 첫 공격포인트를 올렸다. 이 날, 이승렬은 풀타임을 소화하였다. 다음 달인 9월 23일, 23라운드 부산과의 경기에서 이용의 크로스를 받아 오른발 논스톱 슈팅으로 연결, 울산 유니폼을 입고 첫 골을 기록하였다. 이후 이승렬은 선발 출전과 교체 출전을 번갈아 하며 팀의 아시아챔피언스리그 우승에 공헌하였다. 2012년 시즌을 끝으로 원 소속팀인 감바 오사카로 복귀했다가, 성남 일화 천마로 이적했다. K리그 클래식 2라운드 제주전에 교체 투입됨으로써 K리그 복귀전을 치렀고, 골키퍼와 1:1찬스를 맞는 등 결정적 찬스를 많이 잡았다. 공격포인트는 기록하지 못했다. 5월 8일, 하나은행 FA컵 32강전 동의대와의 경기에서 전반 17분 중거리슈팅으로 득점에 성공했다.
2014 시즌을 앞두고 팀 동료 김인성과 함께 전북 현대 모터스로 이적하였다. 그러나 별로 기회를 못잡고 2016시즌을 앞두고 수원 FC로 이적하였다.
2016년 5월 11일 수요일, 대전 시티즌과의 FA컵 경기에서 선제골을 넣었으나 팀은 승부차기에서 패배하여 16강 진출에 실패하였다. 5월 14일, 수원 삼성과의 K리그 클래식 경기에서는 후반에 교체투입되어 경기의 흐름을 바꾸었다.
10월 10일 구단으로부터 임의탈퇴 선수로 공시됐다.

## 국가대표팀 경력
U-18 대한민국 축구 국가대표팀을 거쳐 U-20 팀에 선발되어 2009년 FIFA U-20 월드컵에서 대표팀 멤버로 활약하였다. 이후 U-23 대표팀에도 선발되었다.
2010년 1월에는 대한민국 축구 국가대표팀의 유럽 전지훈련 명단에 포함되어 잠비아와의 경기에서 A매치 데뷔전을 치렀다. 이후 2010년 동아시아컵에 출장하여 홍콩과의 경기에서 A매치 데뷔골을 성공시켰고 대회 마지막 경기인 일본과의 경기에서 역전 결승골을 터뜨려 한국을 승리로 이끌었고, 2010 FIFA 월드컵 30인 예비 명단에 포함된 후 치러진 2010년 5월 16일 상암 월드컵 경기장에서 벌어진 에콰도르와의 국내 마지막 평가전에서 후반 28분 선제골을 넣어 승리로 이끌었다. 이러한 활약을 바탕으로 남아공 월드컵 최종 명단에 포함되었으며 그리스와의 월드컵 조별 예선 1차전에 교체 출전하여 첫 월드컵 무대를 밟았다.

## 경력 목록

### 클럽
- 2008년 ~ 2011년  FC 서울
- 2012년  감바 오사카
- 2012년  울산 현대 (임대)
- 2013년  성남 FC
- 2014년 ~ 2015년  전북 현대 모터스
- 2016년  수원 FC

## 수상 내역

### 개인
- K리그 신인선수상 : 2008

### 클럽

#### FC 서울
- K리그 우승 1회 : (2010년)
- 리그컵 우승 1회 : (2010년)
- K리그 준우승 1회 : (2008년)

#### 울산 현대
- AFC 챔피언스리그 우승 1회 : (2012년)